# Наградени с орден „Стара планина“ (Росен Плевнелиев)
Това е списък на наградените с орден „Стара планина“ през мандата на президента Росен Плевнелиев, между 22 януари 2012 г. и 22 януари 2017 г.
| Дата на указа    | Носител | Вид                   | Заслуги |
| ---------------- | --- | --------------------- | --- |
| 9 април 2012     | Йорданка Донкова                                                                                               | първа степен          | „за изключително големите ѝ заслуги към Република България в областта на физическото възпитание и спорта“ |
| 7 юни 2012       | Юдит Ланг, извънреден и пълномощен посланик на Унгария в Република България                                    | първа степен          | „за изключително големите ѝ заслуги за развитието на българо-унгарските отношения и по повод окончателното ѝ отпътуване от страната“                                                                          |
| 18 юни 2012      | Чан Ван Тхин, извънреден и пълномощен посланик на Социалистическа република Виетнам в Република България       | първа степен          | „за изключително големите му заслуги за развитието и укрепването на българо-виетнамските отношения и по повод окончателното му отпътуване от страната“                                                        |
| 18 юни 2012      | Даниела Баришич, извънреден и пълномощен посланик на Република Хърватия в Република България                   | първа степен          | „за изключително големите ѝ заслуги за развитието и укрепването на българо-хърватските отношения и по повод окончателното ѝ отпътуване от страната“                                                           |
| 26 юни 2012      | Сийка Келбечева                                                                                                | първа степен          | „за изключително големите ѝ заслуги към Република България в областта на физическото възпитание и спорта“ |
| 26 юни 2012      | Стоянка Груйчева                                                                                               | първа степен          | „за изключително големите ѝ заслуги към Република България в областта на физическото възпитание и спорта“ |
| 9 юли 2012       | Георги Костадинов                                                                                              | първа степен          | „за изключително големите му заслуги към Република България в областта на физическото възпитание и спорта“ |
| 9 юли 2012       | Тове Скарстейн, извънреден и пълномощен посланик на Кралство Норвегия в Република България                     | първа степен          | „за изключително големите ѝ заслуги за развитието и укрепването на българо-норвежките отношения и по повод окончателното ѝ отпътуване от страната“                                                            |
| 23 юли 2012      | Таря Лайтиайнен, извънреден и пълномощен посланик на Република Финландия в Република България                  | първа степен          | „за изключително големите ѝ заслуги за развитието и укрепването на българо-финландските отношения и по повод окончателното ѝ отпътуване от страната“                                                          |
| 23 юли 2012      | Стефано Бенацо, извънреден и пълномощен посланик на Италианската република в Република България                | първа степен          | „за изключително големите му заслуги за развитието и укрепването на българо-италианските отношения и по повод окончателното му отпътуване от страната“                                                        |
| 26 юли 2012      | Марк Михилсен, извънреден и пълномощен посланик на Кралство Белгия в Република България                        | първа степен          | „за изключително големите му заслуги за развитието и укрепването на българо-белгийските отношения и по повод окончателното му отпътуване от страната“                                                         |
| 28 август 2012   | Джеймс Уорлик, извънреден и пълномощен посланик на Съединените американски щати в Република България           | първа степен          | „за изключително големите му заслуги за укрепването и развитието на българо-американските отношения и по повод предстоящото му окончателно отпътуване от страната“                                            |
| 29 август 2012   | Михеил Уклеба, извънреден и пълномощен посланик на Грузия в Република България                                 | първа степен          | „за изключително големите му заслуги за развитието и укрепването на българо-грузинските отношения и по повод окончателното му отпътуване от страната“                                                         |
| 29 август 2012   | Макото Ито, извънреден и пълномощен посланик на Япония в Република България                                    | първа степен          | „за изключително големите му заслуги за развитието и укрепването на българо-японските отношения и по повод окончателното му отпътуване от страната“                                                           |
| 20 декември 2012 | генерал-лейтенант Михаил Савов (посмъртно)                                                                     | първа степен с мечове | „за изключително големите му заслуги към страната ни при планирането и осъществяването на военните операции през Балканската война и за проявеното новаторство и военно майсторство“                          |
| 20 декември 2012 | генерал-лейтенант Иван Фичев (посмъртно)                                                                       | първа степен с мечове | „за изключително големите му заслуги към страната ни при планирането и осъществяването на военните операции през Балканската война и за проявеното новаторство и военно майсторство“                          |
| 20 декември 2012 | генерал от пехотата Васил Кутинчев (посмъртно)                                                                 | първа степен с мечове | „за изключително големите му заслуги към страната ни при планирането и осъществяването на военните операции през Балканската война и за проявеното новаторство и военно майсторство“                          |
| 20 декември 2012 | генерал от пехотата Стефан Тошев (посмъртно)                                                                   | първа степен с мечове | „за изключително големите му заслуги към страната ни при планирането и осъществяването на военните операции през Балканската война и за проявеното новаторство и военно майсторство“                          |
| 20 декември 2012 | генерал-лейтенант Стою Брадистилов (посмъртно)                                                                 | първа степен с мечове | „за изключително големите му заслуги към страната ни при планирането и осъществяването на военните операции през Балканската война и за проявеното новаторство и военно майсторство“                          |
| 20 декември 2012 | генерал от пехотата Георги Тодоров (посмъртно)                                                                 | първа степен          | „за изключително големите му заслуги към страната ни при планирането и осъществяването на военните операции през Балканската война и за проявеното новаторство и военно майсторство“                          |
| 20 декември 2012 | генерал от пехотата Стилиян Ковачев (посмъртно)                                                                | първа степен с мечове | „за изключително големите му заслуги към страната ни при планирането и осъществяването на военните операции през Балканската война и за проявеното новаторство и военно майсторство“                          |
| 20 декември 2012 | генерал от пехотата Никола Иванов (посмъртно)                                                                  | първа степен с мечове | „за изключително големите му заслуги към страната ни при планирането и осъществяването на военните операции през Балканската война и за проявеното новаторство и военно майсторство“                          |
| 20 декември 2012 | генерал-майор Иван Сарафов (посмъртно)                                                                         | първа степен с мечове | „за изключително големите му заслуги към страната ни при планирането и осъществяването на военните операции през Балканската война и за проявеното новаторство и военно майсторство“                          |
| 20 декември 2012 | генерал-майор Димитър Кирков (посмъртно)                                                                       | първа степен с мечове | „за изключително големите му заслуги към страната ни при планирането и осъществяването на военните операции през Балканската война и за проявеното новаторство и военно майсторство“                          |
| 20 декември 2012 | генерал-майор Радой Сираков (посмъртно)                                                                        | първа степен с мечове | „за изключително големите му заслуги към страната ни при планирането и осъществяването на военните операции през Балканската война и за проявеното новаторство и военно майсторство“                          |
| 20 декември 2012 | генерал-майор Васил Делов (посмъртно)                                                                          | първа степен с мечове | „за изключително големите му заслуги към страната ни при планирането и осъществяването на военните операции през Балканската война и за проявеното новаторство и военно майсторство“                          |
| 20 декември 2012 | генерал-лейтенант Радко Димитриев (посмъртно)                                                                  | първа степен с мечове | „за изключително големите му заслуги към страната ни при планирането и осъществяването на военните операции през Балканската война и за проявеното новаторство и военно майсторство“                          |
| 20 декември 2012 | генерал-лейтенант Климент Бояджиев (посмъртно)                                                                 | първа степен с мечове | „за изключително големите му заслуги към страната ни при планирането и осъществяването на военните операции през Балканската война и за проявеното новаторство и военно майсторство“                          |
| 20 декември 2012 | генерал от пехотата Павел Христов (посмъртно)                                                                  | първа степен с мечове | „за изключително големите му заслуги към страната ни при планирането и осъществяването на военните операции през Балканската война и за проявеното новаторство и военно майсторство“                          |
| 20 декември 2012 | генерал от пехотата Православ Тенев (посмъртно)                                                                | първа степен с мечове | „за изключително големите му заслуги към страната ни при планирането и осъществяването на военните операции през Балканската война и за проявеното новаторство и военно майсторство“                          |
| 20 декември 2012 | генерал-лейтенант Никола Генев (посмъртно)                                                                     | първа степен с мечове | „за изключително големите му заслуги към страната ни при планирането и осъществяването на военните операции през Балканската война и за проявеното новаторство и военно майсторство“                          |
| 20 декември 2012 | генерал-лейтенант Атанас Назлъмов (посмъртно)                                                                  | първа степен с мечове | „за изключително големите му заслуги към страната ни при планирането и осъществяването на военните операции през Балканската война и за проявеното новаторство и военно майсторство“                          |
| 20 декември 2012 | капитан I ранг Димитър Добрев (посмъртно)                                                                      | първа степен с мечове | „за изключително големите му заслуги към страната ни при планирането и осъществяването на военните операции през Балканската война и за проявеното новаторство и военно майсторство“                          |
| 15 януари 2013   | Йордан Йовчев                                                                                                  | първа степен          | „за изключително големите му заслуги към Република България в областта на физическото възпитание и спорта“ |
| 28 февруари 2013 | Карол Мистрик, извънреден и пълномощен посланик на Словашката република в Република България                   | първа степен          | „за изключително големите му заслуги за развитие на българо-словашките отношения и сътрудничество и по повод окончателното му отпътуване от страната“                                                         |
| 28 февруари 2013 | Шийла Камерър, извънреден и пълномощен посланик на Република Южна Африка в Република България                  | първа степен          | „за изключителните ѝ заслуги за развитието и укрепването на двустранните отношения между Република България и Република Южна Африка и по повод окончателното ѝ отпътуване от страната“                        |
| 7 март 2013      | Иван Абаджиев                                                                                                  | първа степен          | „за изключително големите му заслуги към Република България в областта на физическото възпитание и спорта“ |
| 21 март 2013     | Жак Баро, член на Конституционния съвет на Френската република                                                 | първа степен          | „за изключителните му заслуги за развитието на българо-френските отношения“ |
| 28 март 2013     | Мишлин Аби Самра, извънреден и пълномощен посланик на Ливанската република в Република България                | първа степен          | „за изключително големите ѝ заслуги за развитието и укрепването на българо-ливанските отношения и във връзка с окончателното ѝ отпътуване от страната“                                                        |
| 23 май 2013      | Енчо Пиронков                                                                                                  | първа степен          | „за изключително големите му заслуги в областта на културата и изкуството“ |
| 5 юни 2013       | Чън Би-Хо, извънреден и пълномощен посланик на Република Корея в Република България                            | първа степен          | „за изключително големите му заслуги за развитието и укрепването на българо-корейските отношения и по повод окончателното му отпътуване от страната“                                                          |
| 17 юни 2013      | Карел Кристиан ван Кестерен, извънреден и пълномощен посланик на Кралство Нидерландия в Република България     | първа степен          | „за изключително големите му заслуги за развитието на двустранните отношения между Република България и Кралство Нидерландия и по повод окончателното му отпътуване от страната“                              |
| 27 юни 2013      | Трасивулос Стаматопулос, извънреден и пълномощен посланик на Република Гърция в Република България             | първа степен          | „за цялостния му принос за развитието и задълбочаването на приятелските отношения, политическото, икономическото и културното сътрудничество между Република България и Република Гърция“                     |
| 22 юли 2013      | Димитър Ларгов                                                                                                 | втора степен          | „за изключително големите му заслуги към Република България в областта на физическото възпитание и спорта“ |
| 22 юли 2013      | Неделчо Беронов                                                                                                | първа степен          | „за изключително големите му заслуги като политически и обществен деец“ |
| 22 юли 2013      | Васил Етрополски                                                                                               | втора степен          | „за изключително големите му заслуги към Република България в областта на физическото възпитание и спорта“ |
| 25 юли 2013      | Гуо Йеджоу, извънреден и пълномощен посланик на Китайската народна република в Република България              | първа степен          | „за изключително големите му заслуги за развитието и укрепването на българо-китайските отношения и във връзка с окончателното му отпътуване от страната“                                                      |
| 6 август 2013    | Виолина Спасова                                                                                                | първа степен          | „за изключителния ѝ принос за укрепването и реформирането на българската банкова система“ |
| 4 ноември 2013   | Ирина Бокова                                                                                                   | с лента               | „за изключително големите ѝ заслуги към Република България, за приноса ѝ за укрепване на мира и сигурността в световен мащаб и за развитието на политическите и културните контакти на най-високо равнище“    |
| 28 януари 2014   | Румен Стоилов                                                                                                  | втора степен          | „за изключително големите му заслуги към Република България в областта на спорта“ |
| 26 март 2014     | акад. Иван Тодоров                                                                                             | първа степен          | „за изключително големите му заслуги за развитието на науката“ |
| 8 април 2014     | Андерс Фог Расмусен, генерален секретар на НАТО                                                                | първа степен          | „за изключително големите му заслуги за укрепване на мира и сигурността в световен мащаб“ |
| 21 май 2014      | Георги Аспарухов                                                                                               | първа степен          | „за изключително големите му заслуги в областта на спорта“ |
| 21 май 2014      | Ваня Гешева | първа степен          | „за изключително големите ѝ заслуги в областта на спорта“ |
| 21 май 2014      | Ивана Тодорова                                                                                                 | първа степен          | „за изключително големите ѝ заслуги в областта на спорта“ |
| 21 май 2014      | Стоян Хранов                                                                                                   | втора степен          | „за изключително големите му заслуги в областта на спорта“ |
| 30 юни 2014      | акад. Стефан Воденичаров                                                                                       | първа степен          | „за неговите изключителни заслуги за развитието на науката“ |
| 1 юли 2014       | ген. Симеон Симеонов                                                                                           | първа степен с мечове | „за значителния му принос за развитието на Българската армия“ |
| 8 август 2014    | акад. Петя Василева                                                                                            | първа степен          | „за изключителните ѝ заслуги в областта на офталмологията и за приноса ѝ за развитието на българската наука“                                                                                                  |
| 8 август 2014    | Матиас Хьопфнер, германски гражданин                                                                           | първа степен          | „за изключителните му заслуги в областта на двустранните отношения между Република България и Федерална република Германия“                                                                                   |
| 8 август 2014    | Филип Отие, френски гражданин                                                                                  | първа степен          | „за изключителните му заслуги в областта на двустранните отношения между Република България и Френската република“                                                                                            |
| 14 януари 2015   | доц. д-р Атанас Щерев                                                                                          | първа степен          | „за големите му заслуги към Република България в областта на репродуктивната медицина и развитието на модерното акушерство и гинекология“                                                                     |
| 24 януари 2015   | проф. Николай Петров                                                                                           | първа степен с мечове | „за изключителните му заслуги към Република България, свързани с развитието на медицинската наука и практика у нас“                                                                                           |
| 7 май 2015       | проф. д-р инж. Стоян Братоев                                                                                   | първа степен          | „за значителния му принос при подготовката на проектите, строителството и въвеждането в експлоатация на отделните участъци на метрото“                                                                        |
| 8 юни 2015       | проф. д-р Антонио Анибал Каваку Силва, президент на Португалия                                                 | с лента               | „за изключителните му заслуги за развитието и задълбочаването на българо-португалските отношения и за неговия принос към политиката за изграждане на силна, решителна и единна Европа“                        |
| 15 юли 2015      | г-жа Марси Рийс, извънреден и пълномощен посланик на Съединените американски щати в Република България         | първа степен          | „за изключителния ѝ принос за задълбочаване и разширяване на приятелските отношения между двете страни“ |
| 17 юли 2015      | г-н Шаул Камиса Раз, извънреден и пълномощен посланик на Държавата Израел в Република България                 | втора степен          | „за изключителния му принос за развитието и задълбочаването на българо-израелските отношения“ |
| 28 юли 2015      | д-р Анастасия Мозер                                                                                            | първа степен          | „за изключително големите ѝ заслуги за утвърждаване на демокрацията и евроатлантическите ценности в Република България“                                                                                       |
| 24 август 2015   | проф. д-р Илия Ватев                                                                                           | първа степен          | „за изключително големите му заслуги за развитието на българската и световната наука в областта на медицината“                                                                                                |
| 31 август 2015   | проф. д-р Петър Симеонов                                                                                       | първа степен          | „за изключително големите му заслуги към Република България, свързани с развитието на медицината у нас“ |
| 19 октомври 2015 | Негово Светейшество Неофит, Патриарх Български и митрополит Софийски                                           | първа степен          | „за изключително големите му заслуги към Република България“ |
| 4 ноември 2015   | Негово Всесветейшество Вартоломей I, Архиепископ на Константинопол – Новия Рим, и Патриарх Вселенски           | първа степен          | „за усилията му за насърчаване на междурелигиозния диалог, както и за неговата ангажираност със съвременните проблеми на човечеството“                                                                        |
| 2 декември 2015  | г-н Андрей Киска, президент на Словашката република                                                            | с лента               | „за изключителните му заслуги за задълбочаването и развитието на българо-словашките отношения и за приноса му за изграждане на стабилна, просперираща и единна Европа“                                        |
| 7 декември 2015  | г-н Прокопис Павлопулос, президент на Република Гърция                                                         | с лента               | „за неговите изключително големи заслуги за задълбочаването и развитието на българо-гръцките отношения“ |
| 6 януари 2016    | Г-н Емил Зулфугар оглу Каримов, извънреден и пълномощен посланик на Република Азербайджан в Република България | първа степен          | „за неговите изключително големи заслуги за развитието на българо-азербайджанските отношения“ |
| 6 януари 2016    | Проф. д-р Милан Миланов                                                                                        | първа степен          | „за изключително големите му заслуги в областта на здравеопазването, медицинската наука и практика в Република България“                                                                                      |
| 11 март 2016     | г-жа Янка Такева                                                                                               | първа степен          | „за нейния значителен принос към развитието на образованието и гражданското общество в Република България като активен лидер и общественик и във връзка с 25-годишнината на Синдиката на българските учители“ |
| 17 март 2016     | Кардинал Пиетро Паролин, държавен секретар на Светия престол                                                   | първа степен          | „за неговия изключителен принос за укрепването и развитието на отношенията на приятелство и сътрудничество между Република България и Светия престол“                                                         |
| 25 март 2016     | г-н Арсен Схоян, извънреден и пълномощен посланик на Република Армения в Република България                    | първа степен          | „за изключително големите му заслуги за развитието на българо-арменските отношения“ |
| 25 март 2016     | г-н Шин Мен-хо, извънреден и пълномощен посланик на Република Корея в Република България                       | първа степен          | „за изключително големите му заслуги за развитието на българо-корейските отношения“ |
| 31 март 2016     | д-р Хайнц Фишер, федерален президент на Република Австрия                                                      | с лента               | „за неговите изключително големи заслуги за развитието на българо-австрийските отношения“ |
| 6 април 2016     | г-н Уей Дзинхуа, извънреден и пълномощен посланик на Китайската народна република в Република България         | първа степен          | „за изключително големите му заслуги за развитието на българо-китайските отношения“ |
| 6 април 2016     | д-р Ервин Прьол, министър-председател на федерална провинция Долна Австрия                                     | първа степен          | „за изключително големия му принос за развитието на българо-австрийските отношения“ |
| 11 март 2016     | г-н Анджей Дуда, президент на Република Полша                                                                  | с лента               | „за изключително големите му заслуги за развитието на българо-полските отношения“ |
| 10 май 2016      | Божана Апостолова                                                                                              | първа степен          | „за изключително големите ѝ заслуги в областта на културата“ |
| 10 май 2016      | проф. Крум Дамянов                                                                                             | първа степен          | „за изключително големите му заслуги в областта на културата“ |
| 10 май 2016      | чл.-кор. проф. д-р Григор Горчев, д.м.н.                                                                       | първа степен          | „за изключително големите му заслуги към Република България в областта на медицинската наука и практика“ |
| 20 май 2016      | г-н Буяр Нишани, президент на Република Албания                                                                | с лента               | „за приноса му за задълбочаване на българо-албанските отношения“ |
| 6 юни 2016       | г-н Клаус Йоханис, президент на Румъния                                                                        | с лента               | „за изключително големите му заслуги за развитието и задълбочаването на българо-румънските отношения“ |
| 8 юни 2016       | г-н Димостенис Стоидис, извънреден и пълномощен посланик на Република Гърция в Република България              | първа степен          | „за изключително големите му заслуги за развитието на българо-гръцките отношения“ |
| 8 юни 2016       | г-н Антон Пакурецу, извънреден и пълномощен посланик на Румъния в Република България                           | първа степен          | „за изключително големите му заслуги за задълбочаването и развитието на българо-румънските отношения“ |
| 16 юни 2016      | г-н Йоахим Гаук, федерален президент на Федерална република Германия                                           | с лента               | „за изключително големите му заслуги за развитието и задълбочаването на българо-германските отношения“ |
| 16 юни 2016      | г-н Андраш Клейн, извънреден и пълномощен посланик на Унгария в Република България                             | първа степен          | „за изключително големите му заслуги за задълбочаването и развитието на българо-унгарските отношения“ |
| 21 юни 2016      | проф. Енчо Попов                                                                                               | първа степен          | „за изключително големите му заслуги в областта на науката и развитието на електротехниката“ |
| 24 юни 2016      | г-н Петро Порошенко, президент на Украйна                                                                      | с лента               | „за изключително големите му заслуги за развитието и задълбочаването на българо-украинските отношения“ |
| 7 юли 2016       | г-н Такаши Коидзуми, извънреден и пълномощен посланик на Япония в Република България                           | първа степен          | „за изключително големите му заслуги за развитието и укрепването на българо-японските отношения“ |
| 7 юли 2016       | г-жа Аник ван Калстър, извънреден и пълномощен посланик на Кралство Белгия в Република България                | първа степен          | „за изключително големите ѝ заслуги за развитието и укрепването на българо-белгийските отношения“ |
| 7 юли 2016       | г-н Ксавие Лапер дьо Кабан, извънреден и пълномощен посланик на Френската република в Република България       | първа степен          | „за изключително големите му заслуги за развитието и укрепването на българо-френските отношения“ |
| 18 юли 2016      | проф. д-р Огнян Бранков                                                                                        | първа степен          | „за изключително големите му заслуги в областта на здравеопазването, медицинската наука и практика в Република България и по повод 70 години от рождението му“                                                |
| 18 юли 2016      | г-н Борут Пахор, президент на Република Словения                                                               | с лента               | „за изключителните му заслуги за развитието и задълбочаването на двустранните отношения между Република България и Република Словения“                                                                        |
| 18 юли 2016      | г-н Хосе Луис Тапиа Висенте, извънреден и пълномощен посланик на Кралство Испания в Република България         | първа степен          | „за изключително големите му заслуги за развитието и укрепването на българо-испанските отношения“ |
| 2 август 2016    | г-н Серджо Матарела, президент на Италианската република                                                       | с лента               | „за изключително големите му заслуги за развитието и укрепването на българо-италианските отношения“ |
| 15 август 2016   | г-н Марко Контичели, извънреден и пълномощен посланик на Италианската република в Република България           | първа степен          | „за изключително големите му заслуги за развитието и укрепването на българо-италианските отношения“ |
| 24 август 2016   | г-н Юрий Николаевич Исаков, извънреден и пълномощен посланик на Руската федерация в Република България         | първа степен          | „за изключително големите му заслуги за развитието на българо-руските отношения“ |
| 11 октомври 2016 | Станислав Димитров                                                                                             | първа степен          | „за изключително големите му заслуги за развитието на конституционното правосъдие“ |
| 26 октомври 2016 | г-жа Мари-Луиз Колейро Прека, президент на Република Малта                                                     | с лента               | „за изключително големите ѝ заслуги за развитието и укрепването на българо-малтийските отношения“ |
| 28 октомври 2016 | г-н Николае Тимофти, президент на Република Молдова                                                            | с лента               | „за изключително големите му заслуги за развитието и задълбочаването на българо-молдовските отношения“ |
| 14 ноември 2016  | г-н Филип Вуянович, президент на Черна гора                                                                    | с лента               | „за изключително големите му заслуги за развитието и задълбочаването на двустранните отношения между Република България и Черна гора“                                                                         |
| 23 декември 2016 | ген. Константин Попов                                                                                          | първа степен с мечове | „за изключително големите му заслуги за развитието на Българската армия“ |
| 23 декември 2016 | Никола Петков, посмъртно                                                                                       | първа степен          | „за извънредно големите му заслуги в борбата против комунистическата диктатура и за изключителната му гражданска позиция и противопоставянето му срещу налагането на комунистическия тоталитарен режим“       |
| 23 декември 2016 | д-р Петър Дертлиев, посмъртно                                                                                  | първа степен          | „за изключително големите му заслуги в борбата за демокрация, свобода и социална справедливост, както и за установяване на гражданско общество в Република България“                                          |